# Каменный шмель
Каменный шмель (лат. Bombus lapidarius) — вид шмелей.

## Описание
Самки 20—23 мм, рабочие 12—16 мм и самцы 14—16 мм. Самки чёрные с красно-оранжевым кончиком брюшка. У самцов клипеус и грудь с желтоватыми волосками. Усики самок и рабочих 12-члениковые, у самцов 13-члениковые.
Гнёзда часто устраивает под старыми кучами камней. Гнёзда могут включать до 300 или 400 шмелей. Летает с апреля до сентября.

## Распространение
Евразия.

## Систематика
Первоначально Карл Линней описал это вид под названием Apis lapidaria Linnaeus (= Bombus lapidarius (Linnaeus)). Относится к подроду Melanobombus Dalla Torre, 1880, чьим типовым видов обозначен в 1943 году (Sandhouse, 1943).

## Галерея

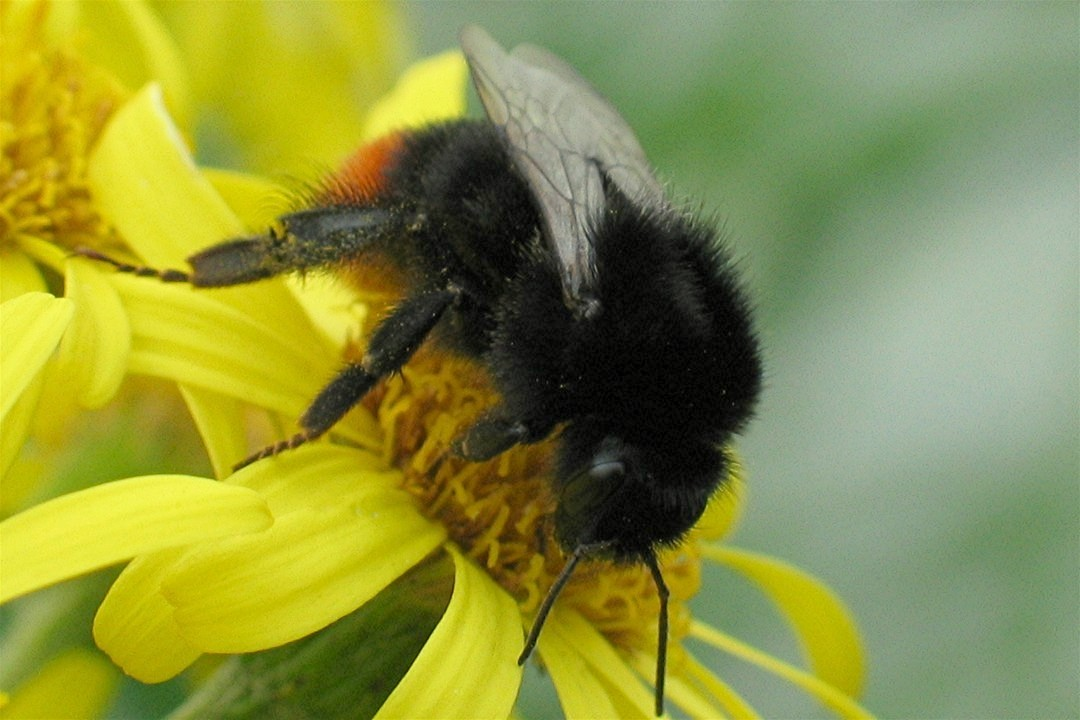
Самка-работница
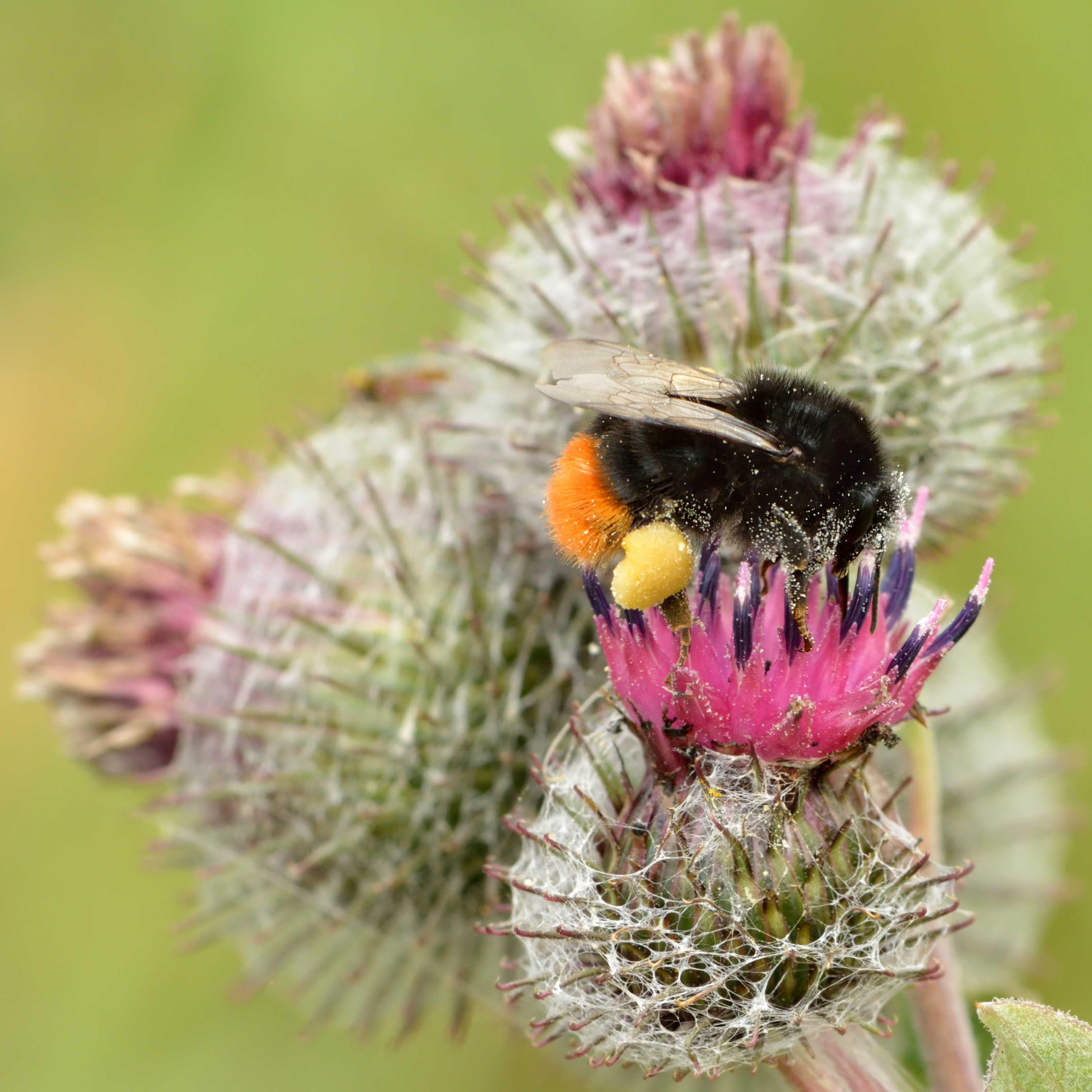
Самка-работница
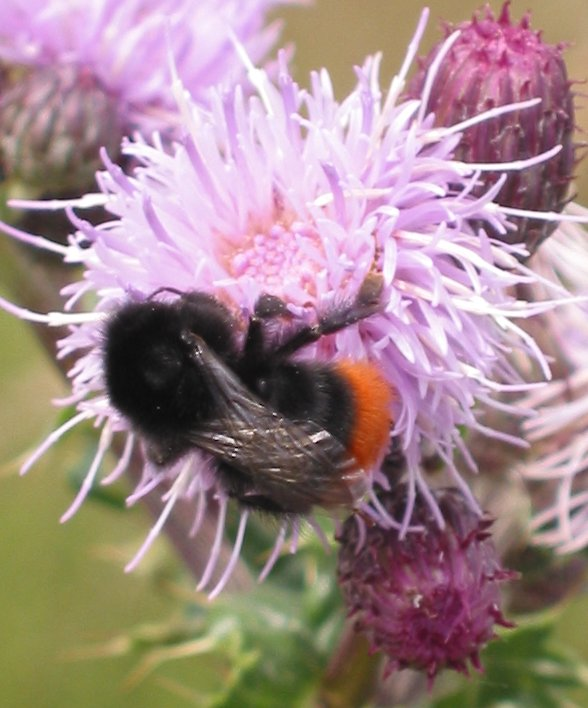
Самка-работница
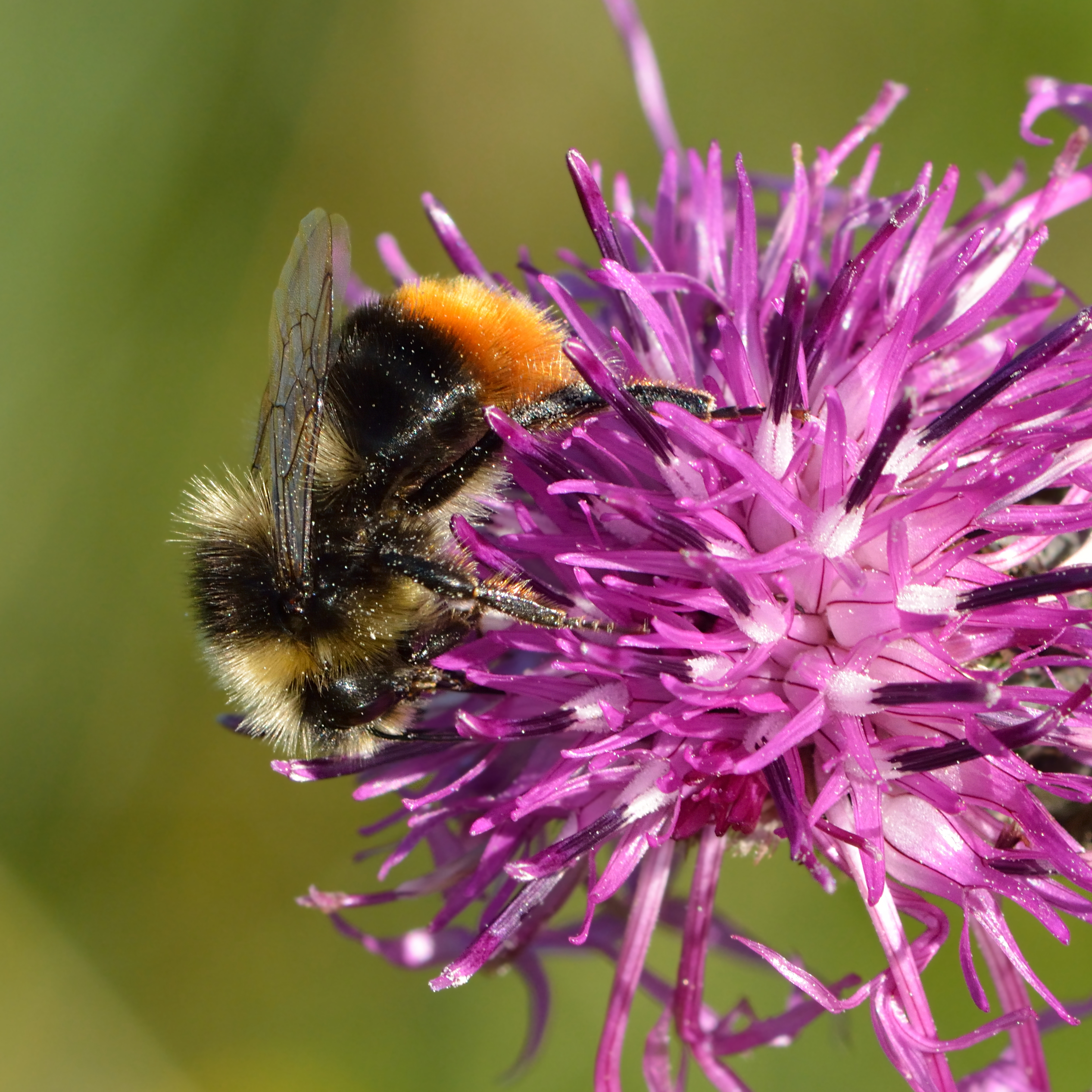
Самец
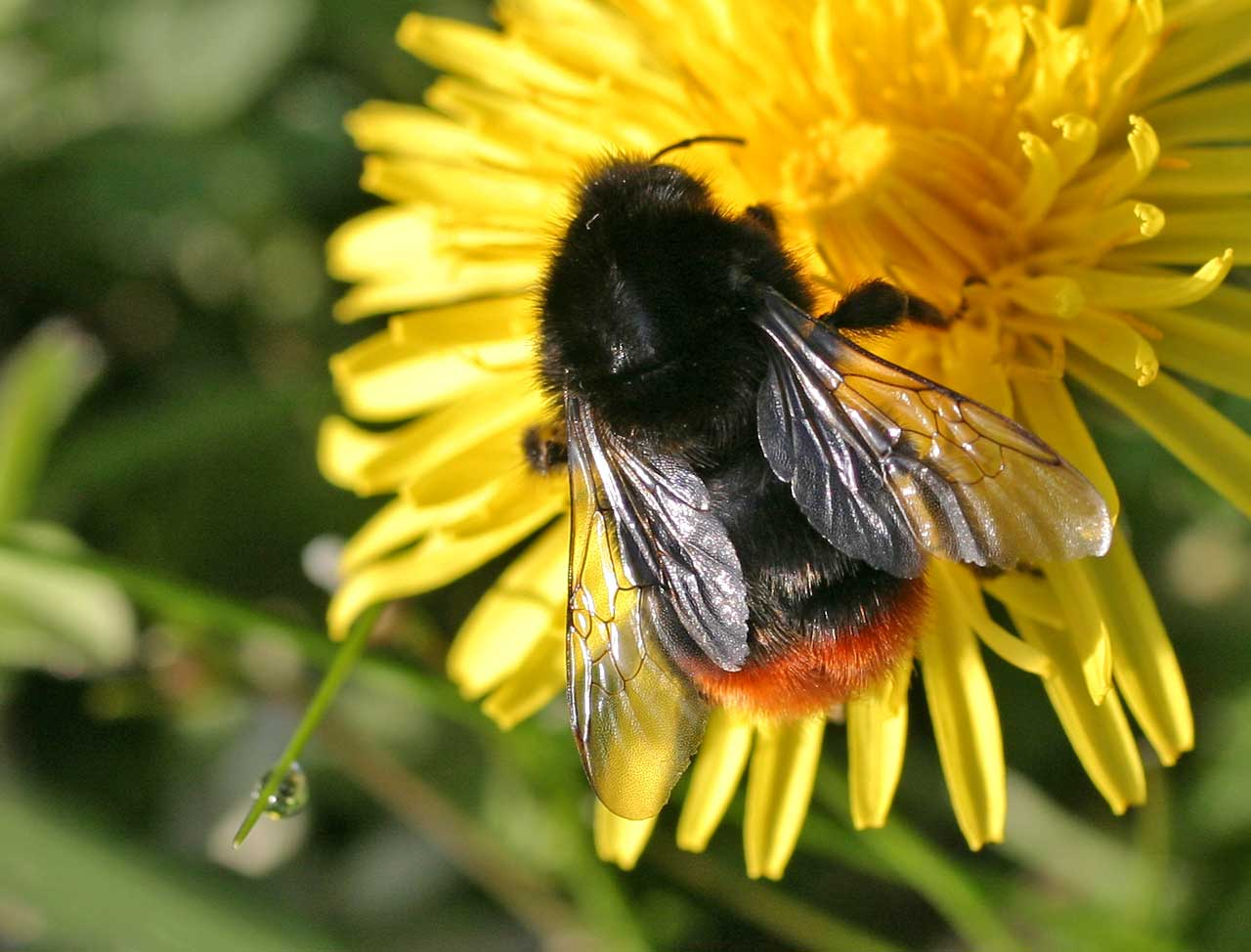
Самка-работница
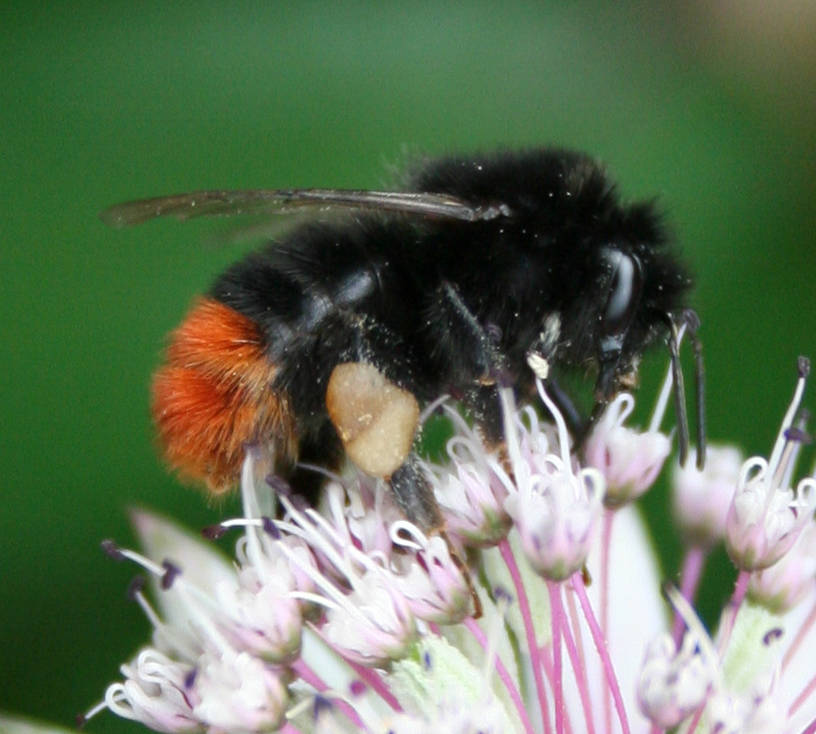
Самка-работница